# غويلرمو نايلور
غويلرمو نايلور (بالإسبانية: Guillermo Brooke Naylor)‏ هو لاعب البولو أرجنتيني، ولد في 4 سبتمبر 1884 في بوينس آيرس في الأرجنتين، وتوفي في القرن العشرين.

## وصلات خارجية
- غويلرمو نايلور على موقع أوليمبيديا (الإنجليزية)